# Круль, Здзислав

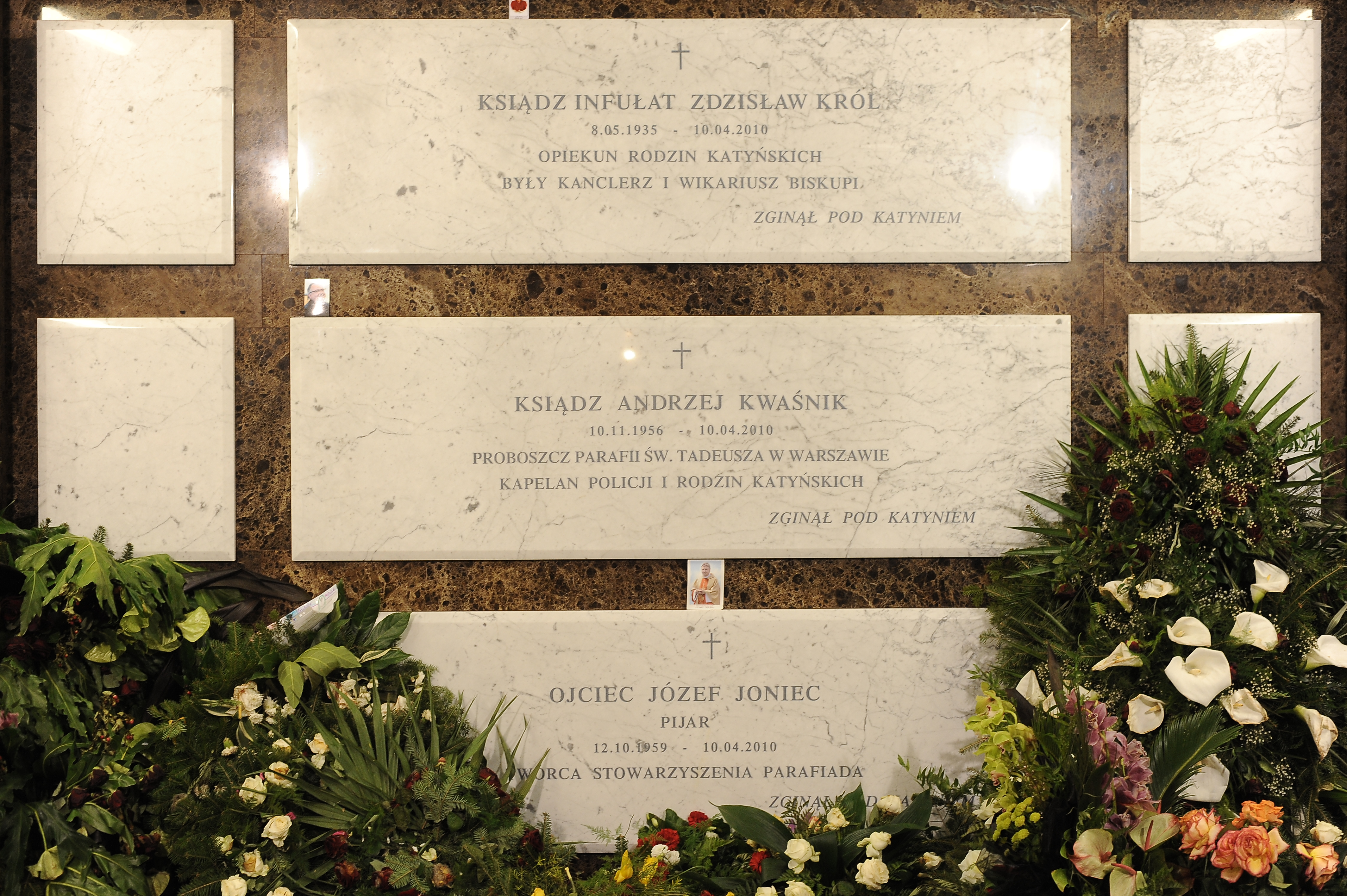
Могила Здзислава Круля в Пантеоне великих поляков

Здзи́слав Круль (пол. Zdzisław Król, 8 мая 1935, Лиманова — 10 апреля 2010, Смоленск) — католический священник, постулатор беатификационного процесса блаженного Ежи Попелюшко, капеллан варшавского отделения польской общественной организации «Катынская семья», доктор канонического права, жертва авиакатастрофы в Смоленске 2010 года.

## Биография
Здзислав Круль родился 8 мая 1935 года в населённом пункте Здзебож Вышкувского воеводства. Закончил мужскую гимназию в Вышкуве.
3 августа 1958 года в варшавском соборе состоялось рукоположение Здзислава Круля в священника, которое совершил кардинал Стефан Вышинский. Обучался в Католический университет Люблина имени Иоанна Павла IIЛюблинском католическом университете, по окончании которого защитил научную степень доктора канонического права.
С 1987 по 2007 год Здзислав Круль был капелланом варшавского отделения организации «Катынская семья» и членом Совета охраны памяти борьбы и мученичества. В это же время был генеральным викарием и секретарём варшавского архиепископа. С 1992 года Здзислав Круль был настоятелем варшавской церкви Всех Святых.
Погиб 10 апреля 2010 года в авиакатастрофе польского самолёта под Смоленском. 20 апреля 2010 года был формально похоронен в Пантеоне великих поляков в Храме Провидения Божия.
12 ноября 2012 года Польская прокуратура эксгумировала останки, находившиеся в усыпальнице Здзислава Круля и провела экспертизу, в результате которых было сообщено, что в усыпальнице Здзислава Круля находились останки другой жертвы авиакатастрофы.
24 ноября 2012 года в Пантеоне великих поляков состоялось повторное погребение останков Здзислава Круля.

## Награды
- 8 апреля 2008 года был награждён медалью Дня памяти жертв Катыни[8];
- 16 апреля 2010 года был награждён посмертно офицерским Крестом Возрождения Польши.